# Inżynieria oprogramowania

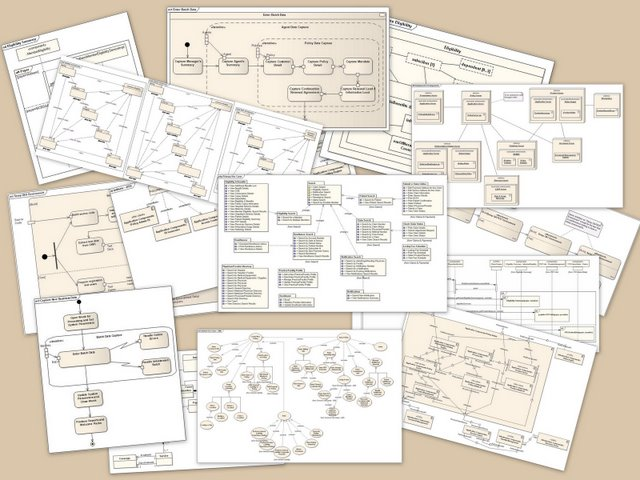
Jednym z podstawowych zagadnień inżynierii oprogramowania jest projektowanie systemów informatycznych w UML

Inżynieria oprogramowania (ang. software engineering, SE) – dyscyplina informatyczna stosująca podejście inżynierskie do tworzenia oprogramowania: od analizy i określenia wymagań, przez projektowanie i wdrożenie, aż do ewolucji gotowego oprogramowania.
Termin inżynieria oprogramowania po raz pierwszy został użyty w przełomie lat 1950/60, ale oficjalnie za narodziny tej dyscypliny podaje się lata 1968 i 1969, w których miały miejsce dwie konferencje sponsorowane przez NATO, odpowiednio w Garmisch i Rzymie.

## Wyzwania
Do największych wyzwań w dziedzinie inżynierii oprogramowania należą:
- zapewnienie, zarówno wstecznej, jak i przyszłej; kompatybilności między-systemowej i ciągłości działania (systemy spadkowe)
- integralność i kooperacja systemów opartych na różnych technologiach (systemy heterogeniczne)
- minimalizacja czasu produkcji oprogramowania przy jednoczesnej maksymalizacji jego jakości (metodyki produkcji systemów)

## Proces produkcji oprogramowania

### Fazy
W inżynierii oprogramowania wyróżnia się od kilku do nawet kilkunastu etapów w procesie jego produkcji, w zależności od potrzeb. Typowym podstawowo istniejącym podziałem jest:
1. specyfikacja – określenie i ustalenie wymagań, które musi spełniać oprogramowanie
2. projektowanie – ustalenie ogólnej architektury systemu, wymagań dla poszczególnych jego składowych
3. implementacja – realizacja ustalonej architektury poprzez implementację jego składowych (modułów) i połączeń między nimi.
4. integracja – zintegrowanie poszczególnych składowych w jeden system, testowanie całego systemu
5. ewolucja – uruchomienie systemu, usuwanie wykrytych podczas jego używania błędów, rozszerzanie systemu

### Metodyki
Można wyróżnić szereg metodyk dotyczących procesu produkcji oprogramowania (zarządzania przedsięwzięciem programistycznym), w tym:
- model kaskadowy
- model prototypowy
- model przyrostowy (iteracyjny)
- model równoległy
- programowanie zwinne (ang. agile programming)
  - programowanie ekstremalne (ang. extreme programming)
  - scrum
  - kanban
- model spiralny
- Rational Unified Process

### Metody opisu
Inżynieria oprogramowania rozwinęła szereg języków wspomagających proces tworzenia oprogramowania. Obecnie popularność zyskały języki wspierające programowanie obiektowe – najważniejszym z nich jest UML. Inżynieria oprogramowania wypracowała jednak już wcześniej inne metodyki, takie jak metoda strukturalna Yourdona.